# Helena Suková
Helena Suková (Praga, Txecoslovàquia, 23 de febrer de 1965) és una extennista txeca.
En el seu palmarès destaquen catorze títols de Grand Slam, nou d'ells en dobles femenins i cinc més en dobles mixts. Individualment també va arribar a disputar quatre finals de Grand Slam però no va guanyar el títol en cap d'elles. Va acumular un total de deu títols individuals i 69 títols de dobles femenins. Fou número 1 del rànquing de dobles durant 68 setmanes i individualment va arribar a ocupar el quart lloc. En dobles femenins va completar el Grand Slam durant la carrera ja que va aconseguir guanyar tots quatre títols de Grand Slam. També va guanyar dues medalles d'argent olímpiques a Seül (1988) i Atlanta (1996), en ambdós casos al costat de Jana Novotná. Va formar part de l'equip txecoslovac de la Copa Federació en diverses ocasions i va guanyar el títol en quatre ocasions (1983, 1984, 1985 i 1988).
Durant la seva trajectòria també destaca que fou la tennista que va trencar la ratxa de 74 victòries consecutives de Martina Navrátilová, a l'Open d'Austràlia de 1984, que li va impedir completar el Grand Slam seguit.
Malgrat retirar-se professionalment l'any 1998, en l'edició de 2006 de Wimbledon va rebre una invitació per participar en la prova de dobles mixts junt al seu germà, però van caure en primera ronda.

## Biografia
Filla de Věra Pužejová Suková i Cyril Suk II, una família molt lligada al món del tennis ja que la seva mare també fou tennista professional i el seu pare president de la federació de tennis txecoslovaca. El seu germà Cyril Suk III també fou tennista professional i van disputar diversos torneigs de Grand Slam en la prova de dobles mixts, guanyant-ne un total de tres títols.
Fou inclosa al International Tennis Hall of Fame l'any 2018.

## Torneigs de Grand Slam

### Individual: 4 (0−4)
| Resultat  | Núm. | Any  | Torneig              | Oponent             | Marcador         |
| --------- | ---- | ---- | -------------------- | ------------------- | ---------------- |
| Finalista | 1.   | 1984 | Open d'Austràlia     | Chris Evert         | 7−6(4), 1−6, 3−6 |
| Finalista | 2.   | 1986 | US Open              | Martina Navrátilová | 3−6, 2−6         |
| Finalista | 3.   | 1989 | Open d'Austràlia (2) | Steffi Graf         | 4−6, 4−6         |
| Finalista | 4.   | 1993 | US Open (2)          | Steffi Graf         | 3−6, 3−6         |

### Dobles femenins: 14 (9−5)
| Resultat   | Núm. | Any  | Torneig              | Parella                 | Oponents                           | Marcador         |
| ---------- | ---- | ---- | -------------------- | ----------------------- | ---------------------------------- | ---------------- |
| Finalista  | 1.   | 1984 | Open d'Austràlia     | Claudia Kohde-Kilsch    | Martina Navrátilová Pam Shriver    | 6−3, 6−4         |
| Finalista  | 2.   | 1985 | Roland Garros        | Claudia Kohde-Kilsch    | Martina Navrátilová Pam Shriver    | 6−4, 2−6, 2−6    |
| Guanyadora | 1.   | 1985 | US Open              | Claudia Kohde-Kilsch    | Martina Navrátilová Pam Shriver    | 7−6(5), 6−2, 6−3 |
| Finalista  | 3.   | 1985 | Open d'Austràlia (2) | Claudia Kohde-Kilsch    | Martina Navrátilová Pam Shriver    | 3−6, 4−6         |
| Guanyadora | 2.   | 1987 | Wimbledon            | Claudia Kohde-Kilsch    | Betsy Nagelsen Elizabeth Smylie    | 7−5, 7−5         |
| Finalista  | 4.   | 1988 | Roland Garros (2)    | Claudia Kohde-Kilsch    | Martina Navrátilová Pam Shriver    | 2−6, 5−7         |
| Guanyadora | 3.   | 1989 | Wimbledon (2)        | Jana Novotná            | Larisa Savchenko Nataixa Zvéreva   | 6−1, 6−2         |
| Guanyadora | 4.   | 1990 | Open d'Austràlia     | Jana Novotná            | Patty Fendick Mary Joe Fernández   | 7−6(5), 7−6(6)   |
| Guanyadora | 5.   | 1990 | Roland Garros        | Jana Novotná            | Larisa Savchenko Nataixa Zvéreva   | 6−4, 7−5         |
| Guanyadora | 6.   | 1990 | Wimbledon (3)        | Jana Novotná            | Kathy Jordan Elizabeth Smylie      | 6−3, 6−4         |
| Finalista  | 5.   | 1990 | US Open              | Jana Novotná            | Gigi Fernández Martina Navrátilová | 2−6, 4−6         |
| Guanyadora | 7.   | 1992 | Open d'Austràlia (2) | Arantxa Sánchez Vicario | Mary Joe Fernandez Zina Garrison   | 6−4, 7−6(3)      |
| Guanyadora | 8.   | 1993 | US Open (2)          | Arantxa Sánchez Vicario | Amanda Coetzer Inés Gorrochategui  | 6−4, 6−2         |
| Guanyadora | 9.   | 1996 | Wimbledon (4)        | Martina Hingis          | Meredith McGrath Larisa Neiland    | 5−7, 7−5, 6−1    |

### Dobles mixts: 8 (5−3)
| Resultat   | Núm. | Any  | Torneig              | Parella         | Oponents                           | Marcador         |
| ---------- | ---- | ---- | -------------------- | --------------- | ---------------------------------- | ---------------- |
| Guanyadora | 1.   | 1991 | Roland Garros        | Cyril Suk       | Caroline Vis Paul Haarhuis         | 3−6, 6−4, 6−1    |
| Finalista  | 1.   | 1992 | US Open              | Tom Nijssen     | Nicole Provis Mark Woodforde       | 6−4, 3−6, 3−6    |
| Guanyadora | 2.   | 1993 | US Open              | Todd Woodbridge | Martina Navrátilová Mark Woodforde | 6−3, 7−6(6)      |
| Finalista  | 2.   | 1994 | Open d'Austràlia     | Todd Woodbridge | Larisa Neiland Andrei Olhovskiy    | 5−7, 7−6(0), 2−6 |
| Guanyadora | 3.   | 1994 | Wimbledon            | Todd Woodbridge | Lori McNeil T.J. Middleton         | 3−6, 7−5, 6−3    |
| Guanyadora | 4.   | 1996 | Wimbledon (2)        | Cyril Suk       | Larisa Neiland Mark Woodforde      | 1−6, 6−3, 6−2    |
| Guanyadora | 5.   | 1997 | Wimbledon (3)        | Cyril Suk       | Larisa Neiland Andrei Olhovskiy    | 4−6, 6−3, 6−4    |
| Finalista  | 3.   | 1998 | Open d'Austràlia (2) | Cyril Suk       | Venus Williams Justin Gimelstob    | 2−6, 1−6         |

## Jocs Olímpics

### Dobles femenins
| Any  | Campionat                            | Parella      | Oponents                          | Resultat       |
| ---- | ------------------------------------ | ------------ | --------------------------------- | -------------- |
| 1988 | Jocs Olímpics, Seül, Corea del Sud   | Jana Novotná | Zina Garrison Pam Shriver         | 6−4, 2−6, 8−10 |
| 1996 | Jocs Olímpics, Atlanta, Estats Units | Jana Novotná | Gigi Fernández Mary Joe Fernández | 7−6(6), 6−4    |

## Palmarès

### Individual: 31 (10−21)
| Llegenda                     |
| ---------------------------- |
| Grand Slam (0−4)             |
| WTA Tour Championships (0−1) |
| Tier I (0−1)                 |
| Tier II (0−3)                |
| Tier III (1−2)               |
| Tier IV (2−2)                |
| Tier V (1−0)                 |
| Virginia Slims (6−8)         |

| Títols per superfície |
| --------------------- |
| Dura (4−6)            |
| Gespa (2−5)           |
| Terra batuda (0−2)    |
| Moqueta (4−8)         |

| Resultat   | Núm. | Data                   | Torneig                                               | Superfície   | Oponent              | Marcador         |
| ---------- | ---- | ---------------------- | ----------------------------------------------------- | ------------ | -------------------- | ---------------- |
| Guanyadora | 1.   | 11 de gener de 1982    | Newport News, Estats Units                            | Moqueta      | Patricia Medrado     | 6−2, 6−7, 6−0    |
| Finalista  | 1.   | 17 de març de 1982     | Austin, Estats Units                                  | Moqueta      | Claudia Kohde-Kilsch | 6−7(0), 6−0, 3−6 |
| Finalista  | 2.   | 2 d'agost de 1982      | Indianapolis, Estats Units                            | Terra batuda | Virginia Ruzici      | 2−6, 0−6         |
| Finalista  | 3.   | 26 de març de 1984     | Boston, Estats Units                                  | Moqueta      | Hana Mandlíková      | 5−7, 0−6         |
| Guanyadora | 2.   | 12 de novembre de 1984 | Brisbane, Austràlia                                   | Gespa        | Elizabeth Smylie     | 6−4, 6−4         |
| Finalista  | 4.   | 26 de novembre de 1984 | Open d'Austràlia, Austràlia                           | Dura         | Chris Evert          | 7−6(4), 1−6, 3−6 |
| Finalista  | 5.   | 18 de març de 1985     | Virginia Slims Championships, Nova York, Estats Units | Moqueta      | Martina Navrátilová  | 3−6, 5−7, 4−6    |
| Finalista  | 6.   | 17 de juny de 1985     | Eastbourne, Regne Unit                                | Gespa        | Martina Navrátilová  | 4−6, 3−6         |
| Finalista  | 7.   | 3 de març de 1986      | Princeton, Estats Units                               | Moqueta      | Martina Navrátilová  | 6−3, 0−6, 6−7(5) |
| Finalista  | 8.   | 16 de juny de 1986     | Eastbourne (2)                                        | Gespa        | Martina Navrátilová  | 6−3, 3−6, 4−6    |
| Guanyadora | 3.   | 4 d'agost de 1986      | Mont-real, Canadà                                     | Dura         | Pam Shriver          | 6−2, 7−5         |
| Finalista  | 9.   | 25 d'agost de 1986     | US Open, Estats Units                                 | Dura         | Martina Navrátilová  | 3−6, 2−6         |
| Guanyadora | 4.   | 29 de setembre de 1986 | Hilversum, Països Baixos                              | Moqueta      | Catherine Tanvier    | 6−2, 7−5         |
| Finalista  | 10.  | 6 d'octubre de 1986    | Zuric, Suïssa                                         | Moqueta      | Steffi Graf          | 6−4, 2−6, 4−6    |
| Finalista  | 11.  | 16 de febrer de 1987   | Boca Raton, Estats Units                              | Dura         | Steffi Graf          | 2−6, 3−6         |
| Guanyadora | 5.   | 29 de març de 1987     | Piscataway, Estats Units                              | Moqueta      | Lori McNeil          | 6−0, 6−3         |
| Guanyadora | 6.   | 15 de juny de 1987     | Eastbourne                                            | Gespa        | Martina Navrátilová  | 7−6(5), 6−3      |
| Finalista  | 12.  | 4 de gener de 1988     | Sydney, Austràlia                                     | Gespa        | Pam Shriver          | 2−6, 3−6         |
| Finalista  | 13.  | 25 d'abril de 1988     | Tòquio, Japó                                          | Moqueta      | Pam Shriver          | 5−7, 1−6         |
| Finalista  | 14.  | 9 de maig de 1988      | Berlín, Alemanya Occidental                           | Terra batuda | Steffi Graf          | 3−6, 2−6         |
| Guanyadora | 7.   | 8 de gener de 1989     | Brisbane (2)                                          | Dura         | Brenda Schultz       | 7−6(6), 7−6(6)   |
| Finalista  | 15.  | 16 de gener de 1989    | Open d'Austràlia (2)                                  | Dura         | Steffi Graf          | 4−6, 4−6         |
| Finalista  | 16.  | 26 de febrer de 1990   | Indian Wells, Estats Units                            | Dura         | Martina Navrátilová  | 2−6, 7−5, 1−6    |
| Finalista  | 17.  | 11 de juny de 1990     | Birmingham, Regne Unit                                | Gespa        | Zina Garrison        | 4−6, 1−6         |
| Finalista  | 18.  | 22 d'octubre de 1990   | Brighton, Regne Unit                                  | Moqueta      | Steffi Graf          | 5−7, 3−6         |
| Guanyadora | 8.   | 31 de desembre de 1990 | Brisbane (3)                                          | Dura         | Akiko Kijimuta       | 6−4, 6−3         |
| Guanyadora | 9.   | 3 de febrer de 1992    | Osaka, Japó                                           | Moqueta      | Laura Gildemeister   | 6−2, 4−6, 6−1    |
| Guanyadora | 10.  | 9 de novembre de 1992  | Indianapolis, Estats Units                            | Dura (i)     | Linda Harvey-Wild    | 6−4, 6−3         |
| Finalista  | 19.  | 30 d'agost de 1993     | US Open, Estats Units                                 | Dura         | Steffi Graf          | 3−6, 3−6         |
| Finalista  | 20.  | 17 d'octubre de 1994   | Brighton (2)                                          | Moqueta      | Jana Novotná         | 7−6(4), 3−6, 4−6 |
| Finalista  | 21.  | 17 de juny de 1996     | 's-Hertogenbosch, Països Baixos                       | Gespa        | Anke Huber           | 4−6, 6−7(2)      |

### Dobles femenins: 128 (69−59)
| Llegenda                     |
| ---------------------------- |
| Grand Slam (9−5)             |
| Jocs Olímpics Argent (2)     |
| WTA Tour Championships (1−4) |
| Tier I (5−6)                 |
| Tier II (19−15)              |
| Tier III (9−3)               |
| Tier IV (5−4)                |
| Tier V (0−1)                 |
| Virginia Slims (21−19)       |

| Títols per superfície |
| --------------------- |
| Dura (26−19)          |
| Gespa (5−11)          |
| Terra batuda (14−9)   |
| Moqueta (25−21)       |

| Resultat   | Núm. | Data                   | Torneig                                               | Superfície   | Parella                 | Oponents                               | Marcador            |
| ---------- | ---- | ---------------------- | ----------------------------------------------------- | ------------ | ----------------------- | -------------------------------------- | ------------------- |
| Finalista  | 1.   | 21 de novembre de 1983 | Sydney, Austràlia                                     | Gespa        | Hana Mandlíková         | Anne Hobbs Wendy Turnbull              | 4−6, 3−6            |
| Guanyadora | 1.   | 23 de gener de 1984    | Marco Island, Estats Units                            | Terra batuda | Hana Mandlíková         | Anne Hobbs Andrea Jaeger               | 3−6, 6−2, 6−2       |
| Guanyadora | 2.   | 21 de maig de 1984     | Perusa, Itàlia                                        | Terra batuda | Iva Budařová            | Kathleen Horvath Virginia Ruzici       | 7−6(5), 1−6, 6−4    |
| Guanyadora | 3.   | 8 d'octubre de 1984    | Filderstadt, Alemanya Occidental                      | Moqueta      | Claudia Kohde-Kilsch    | Bettina Bunge Eva Pfaff                | 6−2, 4−6, 6−3       |
| Guanyadora | 4.   | 19 de novembre de 1984 | Sydney                                                | Gespa        | Claudia Kohde-Kilsch    | Wendy Turnbull Sharon Walsh            | 6−2, 7−6(4)         |
| Finalista  | 2.   | 26 de novembre de 1984 | Open d'Austràlia, Austràlia                           | Gespa        | Claudia Kohde-Kilsch    | Martina Navrátilová Pam Shriver        | 3−6, 4−6            |
| Guanyadora | 5.   | 10 de desembre de 1984 | Tòquio, Japó                                          | Moqueta      | Claudia Kohde-Kilsch    | Elizabeth Smylie Catherine Tanvier     | 6−4, 6−4            |
| Finalista  | 3.   | 6 de gener de 1985     | Washington DC, Estats Units                           | Moqueta      | Claudia Kohde-Kilsch    | Gigi Fernández Martina Navrátilová     | 3−6, 6−3, 3−6       |
| Finalista  | 4.   | 18 de maig de 1985     | Virginia Slims Championships, Nova York, Estats Units | Moqueta      | Claudia Kohde-Kilsch    | Martina Navrátilová Pam Shriver        | 7−6(7), 4−6, 6−7(5) |
| Finalista  | 5.   | 29 d'abril de 1985     | Houston, Estats Units                                 | Terra batuda | Manuela Maleeva         | Elise Burgin Martina Navrátilová       | 1−6, 6−3, 3−6       |
| Guanyadora | 6.   | 13 de maig de 1985     | Berlín, Alemanya Occidental                           | Terra batuda | Claudia Kohde-Kilsch    | Steffi Graf Catherine Tanvier          | 6−4, 6−1            |
| Guanyadora | 7.   | 20 de maig de 1985     | Lugano, Suïssa                                        | Terra batuda | Bonnie Gadusek          | Bettina Bunge Eva Pfaff                | 6−2, 6−4            |
| Finalista  | 6.   | 27 de maig de 1985     | Roland Garros, França                                 | Terra batuda | Claudia Kohde-Kilsch    | Martina Navrátilová Pam Shriver        | 6−4, 2−6, 2−6       |
| Guanyadora | 8.   | 29 de juliol de 1985   | Manhattan Beach, Estats Units                         | Dura         | Claudia Kohde-Kilsch    | Hana Mandlíková Wendy Turnbull         | 6−4, 6−2            |
| Finalista  | 7.   | 12 d'agost de 1985     | Mahwah, Estats Units                                  | Dura         | Claudia Kohde-Kilsch    | Kathy Jordan Elizabeth Smylie          | 6−7(6), 3−6         |
| Guanyadora | 9.   | 26 d'agost de 1985     | US Open, Estats Units                                 | Dura         | Claudia Kohde-Kilsch    | Martina Navrátilová Pam Shriver        | 6−7(5), 6−2, 6−3    |
| Finalista  | 8.   | 21 d'octubre de 1985   | Brighton, Regne Unit                                  | Moqueta      | Barbara Potter          | Lori McNeil Catherine Suire            | 6−4, 6−7(3), 4−6    |
| Finalista  | 9.   | 28 d'octubre de 1985   | Zuric, Suïssa                                         | Moqueta      | Claudia Kohde-Kilsch    | Hana Mandlíková Andrea Temesvári       | 4−6, 6−3, 5−7       |
| Finalista  | 10.  | 11 de novembre de 1985 | Brisbane, Austràlia                                   | Gespa        | Claudia Kohde-Kilsch    | Martina Navrátilová Pam Shriver        | 4−6, 7−6(6), 1−6    |
| Finalista  | 11.  | 25 de novembre de 1985 | Open d'Austràlia (2)                                  | Gespa        | Claudia Kohde-Kilsch    | Martina Navrátilová Pam Shriver        | 3−6, 4−6            |
| Guanyadora | 10.  | 9 de desembre de 1985  | Tòquio                                                | Moqueta      | Claudia Kohde-Kilsch    | Marcella Mesker Elizabeth Smylie       | 6−0, 6−4            |
| Finalista  | 12.  | 6 de gener de 1986     | Washington DC (2)                                     | Moqueta      | Claudia Kohde-Kilsch    | Martina Navrátilová Pam Shriver        | 3−6, 4−6            |
| Finalista  | 13.  | 13 de gener de 1986    | Worcester, Estats Units                               | Moqueta      | Claudia Kohde-Kilsch    | Martina Navrátilová Pam Shriver        | 3−6, 1−6            |
| Guanyadora | 11.  | 10 de febrer de 1986   | Boca West, Estats Units                               | Dura         | Pam Shriver             | Chris Evert Wendy Turnbull             | 6−2, 6−3            |
| Finalista  | 14.  | 24 de febrer de 1986   | Oakland, Estats Units                                 | Moqueta      | Bonnie Gadusek          | Hana Mandlíková Wendy Turnbull         | 6−7(5), 1−6         |
| Finalista  | 15.  | 3 de març de 1986      | Princeton, Estats Units                               | Moqueta      | Hana Mandlíková         | Kathy Jordan Elizabeth Smylie          | 3−6, 5−7            |
| Guanyadora | 12.  | 10 de març de 1986     | Dallas, Estats Units                                  | Moqueta      | Claudia Kohde-Kilsch    | Hana Mandlíková Wendy Turnbull         | 4−6, 7−5, 6−4       |
| Finalista  | 16.  | 17 de març de 1986     | Virginia Slims Championships (2)                      | Moqueta      | Claudia Kohde-Kilsch    | Hana Mandlíková Wendy Turnbull         | 4−6, 7−6(4), 3−6    |
| Guanyadora | 13.  | 14 d'abril de 1986     | Amelia Island, Estats Units                           | Terra batuda | Claudia Kohde-Kilsch    | Gabriela Sabatini Catherine Tanvier    | 6−2, 5−7, 7−6(7)    |
| Guanyadora | 14.  | 12 de maig de 1986     | Berlín (2)                                            | Terra batuda | Steffi Graf             | Martina Navrátilová Andrea Temesvári   | 7−5, 6−2            |
| Finalista  | 17.  | 16 de juny de 1986     | Eastbourne, Regne Unit                                | Gespa        | Claudia Kohde-Kilsch    | Martina Navrátilová Pam Shriver        | 2−6, 4−6            |
| Finalista  | 18.  | 4 d'agost de 1986      | Mont-real, Canadà                                     | Dura         | Pam Shriver             | Zina Garrison Gabriela Sabatini        | 6−7(2), 7−5, 4−6    |
| Finalista  | 19.  | 11 d'agost de 1986     | Manhattan Beach                                       | Dura         | Claudia Kohde-Kilsch    | Martina Navrátilová Pam Shriver        | 4−6, 3−6            |
| Finalista  | 20.  | 18 d'agost de 1986     | Mahwah (2)                                            | Dura         | Steffi Graf             | Betsy Nagelsen Elizabeth Smylie        | 6−7(4), 3−6         |
| Guanyadora | 15.  | 29 de setembre de 1986 | Hilversum, Països Baixos                              | Moqueta      | Kathy Jordan            | Tine Scheuer-Larsen Catherine Tanvier  | 7−5, 6−1            |
| Guanyadora | 16.  | 20 d'octubre de 1986   | Brighton                                              | Moqueta      | Steffi Graf             | Tine Scheuer-Larsen Catherine Tanvier  | 6−4, 6−4            |
| Finalista  | 21.  | 3 de novembre de 1986  | Worcester (2)                                         | Moqueta      | Claudia Kohde-Kilsch    | Martina Navrátilová Pam Shriver        | 5−7, 3−6            |
| Guanyadora | 17.  | 10 de novembre de 1986 | Chicago, Estats Units                                 | Moqueta      | Claudia Kohde-Kilsch    | Steffi Graf Gabriela Sabatini          | 6−7(5), 7−6(5), 6−3 |
| Finalista  | 22.  | 17 de novembre de 1986 | Virginia Slims Championships (3)                      | Moqueta      | Claudia Kohde-Kilsch    | Martina Navrátilová Pam Shriver        | 6−7(1), 3−6         |
| Guanyadora | 18.  | 26 de gener de 1987    | Tòquio                                                | Moqueta      | Claudia Kohde-Kilsch    | Elise Burgin Pam Shriver               | 6−1, 7−6(5)         |
| Finalista  | 23.  | 23 de febrer de 1987   | Miami, Estats Units                                   | Dura         | Claudia Kohde-Kilsch    | Martina Navrátilová Pam Shriver        | 3−6, 6−7(6)         |
| Finalista  | 24.  | 4 de maig de 1987      | Roma, Itàlia                                          | Terra batuda | Claudia Kohde-Kilsch    | Martina Navrátilová Gabriela Sabatini  | 4−6, 1−6            |
| Guanyadora | 19.  | 11 de maig de 1987     | Berlín (3)                                            | Terra batuda | Claudia Kohde-Kilsch    | Catarina Lindqvist Tine Scheuer-Larsen | 6−1, 6−2            |
| Guanyadora | 20.  | 22 de juny de 1987     | Wimbledon, Regne Unit                                 | Gespa        | Claudia Kohde-Kilsch    | Betsy Nagelsen Elizabeth Smylie        | 7−5, 7−5            |
| Finalista  | 25.  | 17 d'agost de 1987     | Toronto (2)                                           | Dura         | Claudia Kohde-Kilsch    | Zina Garrison Lori McNeil              | 1−6, 2−6            |
| Guanyadora | 26.  | 19 d'octubre de 1987   | Brighton (2)                                          | Moqueta      | Kathy Jordan            | Tine Scheuer-Larsen Catherine Tanvier  | 7−5, 6−1            |
| Guanyadora | 22.  | 9 de novembre de 1987  | Chicago (2)                                           | Moqueta      | Claudia Kohde-Kilsch    | Zina Garrison Lori McNeil              | 6−4, 6−3            |
| Finalista  | 26.  | 16 de novembre de 1987 | Virginia Slims Championships (4)                      | Moqueta      | Claudia Kohde-Kilsch    | Martina Navrátilová Pam Shriver        | 1−6, 1−6            |
| Finalista  | 27.  | 28 de desembre de 1987 | Brisbane (2)                                          | Gespa        | Claudia Kohde-Kilsch    | Betsy Nagelsen Pam Shriver             | 6−2, 5−7, 2−6       |
| Finalista  | 28.  | 4 de gener de 1988     | Sydney (2)                                            | Gespa        | Claudia Kohde-Kilsch    | Ann Henricksson Christiane Jolissaint  | 6−7(5), 6−4, 3−6    |
| Finalista  | 29.  | 22 de febrer de 1988   | Washington DC (3)                                     | Moqueta      | Gabriela Sabatini       | Martina Navrátilová Pam Shriver        | 3−6, 4−6            |
| Guanyadora | 23.  | 29 de febrer de 1988   | San Antonio, Estats Units                             | Dura         | Lori McNeil             | Rosalyn Fairbank Gretchen Magers       | 6−3, 6−7(5), 6−2    |
| Finalista  | 30.  | 7 de març de 1988      | Boca Raton, Estats Units                              | Dura         | Claudia Kohde-Kilsch    | Katrina Adams Zina Garrison            | 6−4, 5−7, 4−6       |
| Guanyadora | 24.  | 25 d'abril de 1988     | Tòquio (2)                                            | Moqueta      | Pam Shriver             | Gigi Fernández Robin White             | 4−6, 6−2, 7−6(5)    |
| Finalista  | 31.  | 9 de maig de 1988      | Berlín                                                | Terra batuda | Claudia Kohde-Kilsch    | Isabelle Demongeot Nathalie Tauziat    | 2−6, 6−4, 4−6       |
| Finalista  | 31.  | 23 de maig de 1988     | Roland Garros (2)                                     | Terra batuda | Claudia Kohde-Kilsch    | Martina Navrátilová Pam Shriver        | 2−6, 5−7            |
| Guanyadora | 25.  | 15 d'agost de 1988     | Mont-real                                             | Dura         | Jana Novotná            | Zina Garrison Pam Shriver              | 7−6(2), 7−6(6)      |
| Guanyadora | 26.  | 22 d'agost de 1988     | Mahwah, Estats Units                                  | Dura         | Jana Novotná            | Gigi Fernández Robin White             | 6−3, 6−2            |
| Finalista  | 33.  | 19 de setembre de 1988 | Jocs Olímpics, Seül, Corea del Sud                    | Dura         | Jana Novotná            | Zina Garrison Pam Shriver              | 6−4, 2−6, 8−10      |
| Finalista  | 34.  | 17 d'octubre de 1988   | Zuric (2)                                             | Moqueta      | Claudia Kohde-Kilsch    | Isabelle Demongeot Nathalie Tauziat    | 3−6, 3−6            |
| Finalista  | 35.  | 31 d'octubre de 1988   | Worcester (3)                                         | Moqueta      | Gabriela Sabatini       | Martina Navrátilová Pam Shriver        | 3−6, 6−3, 5−7       |
| Guanyadora | 27.  | 2 de gener de 1989     | Brisbane                                              | Dura         | Jana Novotná            | Patty Fendick Jill Hetherington        | 6−7(4), 6−1, 6−2    |
| Guanyadora | 28.  | 13 de març de 1989     | Boca Raton                                            | Dura         | Jana Novotná            | Jo Durie Mary Joe Fernández            | 6−4, 6−2            |
| Guanyadora | 29.  | 27 de març de 1989     | Miami                                                 | Dura         | Jana Novotná            | Gigi Fernández Lori McNeil             | 7−6(5), 6−4         |
| Finalista  | 36.  | 1 de maig de 1989      | Hamburg, Alemanya Occidental                          | Terra batuda | Jana Novotná            | Isabelle Demongeot Nathalie Tauziat    | Renúncia            |
| Finalista  | 37.  | 19 de juny de 1989     | Eastbourne (2)                                        | Gespa        | Jana Novotná            | Katrina Adams Zina Garrison            | 3−6, retirada       |
| Guanyadora | 30.  | 26 de juny de 1989     | Wimbledon (2)                                         | Gespa        | Jana Novotná            | Larisa Savchenko Nataixa Zvéreva       | 6−1, 6−2            |
| Guanyadora | 31.  | 16 d'octubre de 1989   | Zuric                                                 | Moqueta      | Jana Novotná            | Nathalie Tauziat Judith Wiesner        | 6−3, 3−6, 6−4       |
| Finalista  | 38.  | 6 de novembre de 1989  | Chicago                                               | Moqueta      | Claudia Kohde-Kilsch    | Larisa Savchenko Nataixa Zvéreva       | 6−3, 6−2, 3−6       |
| Guanyadora | 32.  | 1 de gener de 1990     | Brisbane (2)                                          | Dura         | Jana Novotná            | Hana Mandlíková Pam Shriver            | 6−3, 6−1            |
| Guanyadora | 33.  | 8 de gener de 1990     | Sydney (2)                                            | Dura         | Jana Novotná            | Larisa Neiland Nataixa Zvéreva         | 6−3, 7−5            |
| Guanyadora | 34.  | 15 de gener de 1990    | Open d'Austràlia                                      | Dura         | Jana Novotná            | Patty Fendick Mary Joe Fernández       | 7−6(5), 7−6(6)      |
| Guanyadora | 35.  | 26 de febrer de 1990   | Indian Wells, Estats Units                            | Dura         | Jana Novotná            | Gigi Fernández Martina Navrátilová     | 6−2, 7−6(6)         |
| Guanyadora | 36.  | 5 de març de 1990      | Boca Raton (2)                                        | Dura         | Jana Novotná            | Elise Burgin Wendy Turnbull            | 6−4, 6−2            |
| Guanyadora | 37.  | 19 de març de 1990     | Miami (2)                                             | Dura         | Jana Novotná            | Betsy Nagelsen Robin White             | 6−4, 6−3            |
| Finalista  | 39.  | 30 d'abril de 1990     | Hamburg (2)                                           | Terra batuda | Jana Novotná            | Larisa Neiland Martina Navrátilová     | 2−6, 3−6            |
| Guanyadora | 38.  | 28 de maig de 1990     | Roland Garros                                         | Terra batuda | Jana Novotná            | Larisa Neiland Nataixa Zvéreva         | 6−4, 7−5            |
| Guanyadora | 39.  | 25 de juny de 1990     | Wimbledon (3)                                         | Gespa        | Jana Novotná            | Kathy Jordan Elizabeth Smylie          | 6−3, 6−4            |
| Finalista  | 40.  | 27 d'agost de 1990     | US Open                                               | Dura         | Jana Novotná            | Gigi Fernández Martina Navrátilová     | 2−6, 4−6            |
| Guanyadora | 40.  | 22 d'octubre de 1990   | Brighton (3)                                          | Moqueta      | Nathalie Tauziat        | Jo Durie Nataixa Zvéreva               | 6−1, 6−4            |
| Guanyadora | 41.  | 5 de novembre de 1990  | Worcester                                             | Moqueta      | Gigi Fernández          | Mary Joe Fernández Jana Novotná        | 3−6, 6−3, 6−3       |
| Finalista  | 41.  | 31 de desembre de 1990 | Brisbane (3)                                          | Dura         | Patty Fendick           | Gigi Fernández Jana Novotná            | 3−6, 1−6            |
| Guanyadora | 42.  | 7 de gener de 1991     | Sydney (3)                                            | Dura         | Arantxa Sánchez Vicario | Gigi Fernández Jana Novotná            | 6−1, 6−4            |
| Guanyadora | 43.  | 25 de març de 1991     | Tampa, Estats Units                                   | Terra batuda | Gigi Fernández          | Larisa Neiland Nataixa Zvéreva         | 6−4, 4−6, 7−6(3)    |
| Guanyadora | 44.  | 8 d'abril de 1991      | Amelia Island (2)                                     | Terra batuda | Arantxa Sánchez Vicario | Mercedes Paz Nataixa Zvéreva           | 4−6, 6−2, 6−2       |
| Finalista  | 42.  | 29 d'abril de 1991     | Hamburg (3)                                           | Terra batuda | Arantxa Sánchez Vicario | Jana Novotná Larisa Neiland            | 5−7, 1−6            |
| Finalista  | 43.  | 5 d'agost de 1991      | Toronto (3)                                           | Dura         | Claudia Kohde-Kilsch    | Larisa Neiland Nataixa Zvéreva         | 6−1, 5−7, 2−6       |
| Guanyadora | 45.  | 6 de gener de 1992     | Sydney (4)                                            | Dura         | Arantxa Sánchez Vicario | Mary Joe Fernández Zina Garrison       | 7−6(4), 6−7(4), 6−2 |
| Guanyadora | 46.  | 13 de gener de 1992    | Open d'Austràlia (2)                                  | Dura         | Arantxa Sánchez Vicario | Mary Joe Fernández Zina Garrison       | 6−4, 7−6(3)         |
| Guanyadora | 47.  | 27 de gener de 1992    | Tòquio (3)                                            | Moqueta      | Arantxa Sánchez Vicario | Martina Navrátilová Pam Shriver        | 7−5, 6−1            |
| Guanyadora | 48.  | 3 de febrer de 1992    | Osaka, Japó                                           | Moqueta      | Rennae Stubbs           | Sandy Collins Rachel McQuillan         | 3−6, 6−4, 7−5       |
| Guanyadora | 49.  | 4 de maig de 1992      | Roma                                                  | Terra batuda | Monica Seles            | Katerina Maleeva Barbara Rittner       | 6−1, 6−2            |
| Guanyadora | 50.  | 10 d'agost de 1992     | Manhattan Beach (2)                                   | Dura         | Arantxa Sánchez Vicario | Zina Garrison Pam Shriver              | 6−4, 6−2            |
| Guanyadora | 51.  | 5 d'octubre de 1992    | Zuric (2)                                             | Moqueta      | Nataixa Zvéreva         | Martina Navrátilová Pam Shriver        | 7−6(5), 6−4         |
| Guanyadora | 52.  | 12 d'octubre de 1992   | Filderstadt (2)                                       | Moqueta      | Arantxa Sánchez Vicario | Pam Shriver Nataixa Zvéreva            | 6−4, 7−5            |
| Guanyadora | 53.  | 16 de novembre de 1992 | Virginia Slims Championships (5)                      | Moqueta      | Arantxa Sánchez Vicario | Jana Novotná Larisa Neiland            | 7−6(4), 6−1         |
| Guanyadora | 54.  | 1 de febrer de 1993    | Tòquio (4)                                            | Moqueta      | Martina Navrátilová     | Lori McNeil Rennae Stubbs              | 6−4, 6−3            |
| Guanyadora | 55.  | 22 de febrer de 1993   | Indian Wells (2)                                      | Dura         | Rennae Stubbs           | Ann Grossman Patricia Hy               | 6−3, 6−4            |
| Guanyadora | 56.  | 17 de maig de 1993     | Lucerna, Suïssa                                       | Terra batuda | Mary Joe Fernández      | Lindsay Davenport Marianne Werdel      | 6−2, 6−4            |
| Guanyadora | 57.  | 26 de juliol de 1993   | Stratton Mountain, Estats Units                       | Dura         | Elizabeth Smylie        | Manuela Maleeva Mercedes Paz           | 6−1, 6−2            |
| Guanyadora | 58.  | 2 d'agost de 1993      | San Diego, Estats Units                               | Dura         | Gigi Fernández          | Pam Shriver Elizabeth Smylie           | 6−4, 6−3            |
| Guanyadora | 59.  | 9 d'agost de 1993      | Manhattan Beach (3)                                   | Dura         | Arantxa Sánchez Vicario | Gigi Fernández Nataixa Zvéreva         | 7−6(4), 6−3         |
| Finalista  | 44.  | 16 d'agost de 1993     | Toronto (4)                                           | Dura         | Arantxa Sánchez Vicario | Jana Novotná Larisa Neiland            | 1−6, 2−6            |
| Guanyadora | 60.  | 30 d'agost de 1993     | US Open (2)                                           | Dura         | Arantxa Sánchez Vicario | Amanda Coetzer Inés Gorrochategui      | 6−4, 6−2            |
| Guanyadora | 61.  | 25 d'octubre de 1993   | Essen, Alemanya                                       | Moqueta (i)  | Arantxa Sánchez Vicario | Wiltrud Probst Christina Singer        | 6−2, 6−2            |
| Finalista  | 45.  | 21 de febrer de 1994   | Indian Wells                                          | Dura         | Manon Bollegraf         | Lindsay Davenport Lisa Raymond         | 2−6, 4−6            |
| Finalista  | 46.  | 28 de febrer de 1994   | Delray Beach, Estats Units                            | Dura         | Manon Bollegraf         | Jana Novotná A. Sánchez Vicario        | 2−6, 0−6            |
| Finalista  | 47.  | 13 de juny de 1994     | Eastbourne (3)                                        | Gespa        | Inés Gorrochategui      | Gigi Fernández Nataixa Zvéreva         | 7−6(4), 4−6, 3−6    |
| Finalista  | 48.  | 16 d'octubre de 1995   | Brighton (2)                                          | Moqueta      | Lori McNeil             | Meredith McGrath Larisa Neiland        | 5−7, 1−6            |
| Guanyadora | 62.  | 30 d'octubre de 1995   | Oakland                                               | Moqueta      | Lori McNeil             | Katrina Adams Zina Garrison            | 3−6, 6−4, 6−3       |
| Guanyadora | 63.  | 6 de novembre de 1995  | Filadèlfia, Estats Units                              | Moqueta      | Lori McNeil             | Meredith McGrath Larisa Neiland        | 4−6, 6−3, 6−4       |
| Finalista  | 49.  | 8 de gener de 1996     | Sydney (3)                                            | Dura         | Lori McNeil             | Lindsay Davenport Mary Joe Fernández   | 3−6, 3−6            |
| Finalista  | 50.  | 19 de febrer de 1996   | Essen                                                 | Moqueta (i)  | Lori McNeil             | Meredith McGrath Larisa Neiland        | 6−3, 3−6, 2−6       |
| Finalista  | 51.  | 26 de febrer de 1996   | Linz, Àustria                                         | Moqueta (i)  | Rennae Stubbs           | Manon Bollegraf Meredith McGrath       | 4−6, 4−6            |
| Finalista  | 52.  | 13 de maig de 1996     | Berlín (2)                                            | Terra batuda | Martina Hingis          | Meredith McGrath Larisa Neiland        | 1−6, 7−5, 6−7(4)    |
| Finalista  | 53.  | 17 de juny de 1996     | 's-Hertogenbosch, Països Baixos                       | Gespa        | Kristie Boogert         | Larisa Neiland B. Schultz-McCarthy     | 4−6, 6−7(7)         |
| Guanyadora | 64.  | 24 de juny de 1996     | Wimbledon (4)                                         | Gespa        | Martina Hingis          | Meredith McGrath Larisa Neiland        | 5−7, 7−5, 6−1       |
| Finalista  | 54.  | 22 de juliol de 1996   | Jocs Olímpics, Atlanta, Estats Units                  | Dura         | Jana Novotná            | Gigi Fernández Mary Joe Fernández      | 6−7(6), 4−6         |
| Finalista  | 55.  | 5 d'agost de 1996      | Mont-real (5)                                         | Dura         | Mary Joe Fernández      | A. Sánchez Vicario Larisa Neiland      | 6−7(1), 1−6         |
| Guanyadora | 65.  | 9 de setembre de 1996  | Karlovy Vary, Txèquia                                 | Terra batuda | Karina Habšudová        | Eva Martincová Elena Wagner            | 3−6, 6−3, 6−2       |
| Finalista  | 56.  | 7 d'octubre de 1996    | Filderstadt                                           | Dura (i)     | Martina Hingis          | Nicole Arendt Jana Novotná             | 2−6, 3−6            |
| Guanyadora | 66.  | 14 d'octubre de 1996   | Zuric (3)                                             | Moqueta      | Martina Hingis          | Nicole Arendt Nataixa Zvéreva          | 7−5, 6−4            |
| Guanyadora | 67.  | 19 de maig de 1997     | Estrasburg, França                                    | Terra batuda | Nataixa Zvéreva         | Elena Likhovtseva Ai Sugiyama          | 6−1, 6−1            |
| Finalista  | 57.  | 4 d'agost de 1997      | Manhattan Beach (2)                                   | Dura         | Larisa Neiland          | Yayuk Basuki Caroline Vis              | 6−7(7), 3−6         |
| Finalista  | 58.  | 22 de setembre de 1997 | Liepzig, Alemanya                                     | Moqueta      | Yayuk Basuki            | Martina Hingis Jana Novotná            | 2−6, 2−6            |
| Finalista  | 59.  | 13 d'octubre de 1997   | Zuric (3)                                             | Moqueta      | Larisa Neiland          | Martina Hingis A. Sánchez Vicario      | 6−4, 4−6, 1−6       |
| Guanyadora | 68.  | 20 d'octubre de 1997   | Luxemburg, Luxemburg                                  | Moqueta      | Larisa Neiland          | Meike Babel Laurence Courtois          | 6−2, 6−4            |
| Guanyadora | 69.  | 12 de gener de 1998    | Sydney (5)                                            | Dura         | Martina Hingis          | Katrina Adams Meredith McGrath         | 6−1, 6−2            |

#### Períodes com a número 1
| Núm. | Predecessora        | Dates                   | Successora          | Setmanes | Acumulat |
| ---- | ------------------- | ----------------------- | ------------------- | -------- | -------- |
| 1.   | Martina Navrátilová | 05/02/1990 − 18/02/1990 | Martina Navrátilová | 2        | 2        |
| 2.   | Martina Navrátilová | 05/03/1990 − 06/03/1990 | Martina Navrátilová | 9        | 11       |
| 3.   | Martina Navrátilová | 14/05/1990 − 26/08/1990 | Jana Novotná        | 15       | 26       |
| 4.   | Jana Novotná        | 15/10/1990 − 17/02/1991 | Jana Novotná        | 18       | 44       |
| 5.   | Gigi Fernández      | 08/04/1991 − 09/06/1991 | Gigi Fernández      | 9        | 53       |
| 6.   | Nataixa Zvéreva     | 23/11/1992 − 10/01/1993 | Nataixa Zvéreva     | 7        | 60       |
| 7.   | Gigi Fernández      | 13/09/1993 − 31/10/1993 | Gigi Fernández      | 7        | 67       |
| 8.   | Gigi Fernández      | 15/11/1993 − 21/11/1993 | Gigi Fernández      | 1        | 68       |

### Dobles mixts: 8 (5−3)
| Títols per superfície |
| --------------------- |
| Dura (1−3)            |
| Gespa (3−0)           |
| Terra batuda (1−0)    |

| Resultat   | Núm. | Data                | Torneig                     | Superfície   | Parella         | Oponents                           | Marcador         |
| ---------- | ---- | ------------------- | --------------------------- | ------------ | --------------- | ---------------------------------- | ---------------- |
| Guanyadora | 1.   | 27 de maig de 1991  | Roland Garros, França       | Terra batuda | Cyril Suk       | Caroline Vis Paul Haarhuis         | 3−6, 6−4, 6−1    |
| Finalista  | 1.   | 31 d'agost de 1992  | US Open, Estats Units       | Dura         | Tom Nijssen     | Nicole Provis Mark Woodforde       | 6−4, 3−6, 3−6    |
| Guanyadora | 2.   | 30 d'agost de 1993  | US Open                     | Dura         | Todd Woodbridge | Martina Navrátilová Mark Woodforde | 6−3, 7−6(6)      |
| Finalista  | 2.   | 17 de gener de 1994 | Open d'Austràlia, Austràlia | Dura         | Todd Woodbridge | Larisa Neiland Andrei Olhovskiy    | 5−7, 7−6(0), 2−6 |
| Guanyadora | 3.   | 20 de juny de 1994  | Wimbledon, Regne Unit       | Gespa        | Todd Woodbridge | Lori McNeil T.J. Middleton         | 3−6, 7−5, 6−3    |
| Guanyadora | 4.   | 24 de juny de 1996  | Wimbledon (2)               | Gespa        | Cyril Suk       | Larisa Neiland Mark Woodforde      | 1−6, 6−3, 6−2    |
| Guanyadora | 5.   | 23 de juny de 1997  | Wimbledon (3)               | Gespa        | Cyril Suk       | Larisa Neiland Andrei Olhovskiy    | 4−6, 6−3, 6−4    |
| Finalista  | 3.   | 19 de gener de 1998 | Open d'Austràlia (2)        | Dura         | Cyril Suk       | Venus Williams Justin Gimelstob    | 2−6, 1−6         |

### Equips: 7 (5−2)
| Resultat   | Núm. | Data                     | Torneig                                  | Superfície   | Equip                                            | Oponents                                                        | Marcador |
| ---------- | ---- | ------------------------ | ---------------------------------------- | ------------ | ------------------------------------------------ | --------------------------------------------------------------- | -------- |
| Guanyadora | 1.   | 17−24 de juliol de 1983  | Copa Federació, Zúric, Suïssa            | Terra batuda | Iva Budarova Hana Mandlíková Marcela Skuherska   | Bettina Bunge Claudia Kohde-Kilsch Eva Pfaff                    | 2−1      |
| Guanyadora | 2.   | 15−22 de juliol de 1984  | Copa Federació, São Paulo, Brasil (2)    | Terra batuda | Iva Budarova Hana Mandlíková Marcela Skuherska   | Anne Minter Elizabeth Sayers Wendy Turnbull                     | 2−1      |
| Guanyadora | 3.   | 6−14 d'octubre de 1985   | Copa Federació, Nagoya, Japó (3)         | Dura         | Andrea Holikova Hana Mandlíková Regina Marsikova | Elise Burgin Kathy Jordan Sharon Walsh                          | 2−1      |
| Finalista  | 1.   | 20−27 de juliol de 1986  | Copa Federació, Praga, Txecoslovàquia    | Terra batuda | Hana Mandlíková                                  | Chris Evert-Lloyd Zina Garrison Martina Navrátilová Pam Shriver | 0−3      |
| Guanyadora | 4.   | 4−11 de desembre de 1988 | Copa Federació, Melbourne, Austràlia (4) | Dura         | Jana Novotná Jana Pospisilova Radomira Zrubakova | Larisa Savchenko Nataixa Zvéreva                                | 2−1      |
| Guanyadora | 5.   | 1 de gener de 1989       | Copa Hopman, Perth, Austràlia            | Dura (i)     | Miloslav Mečíř                                   | Hana Mandlíková Pat Cash                                        | 2−0      |
| Finalista  | 2.   | 3 de gener de 1992       | Copa Hopman, Perth                       | Dura (i)     | Karel Nováček                                    | Manuela Maleeva Jakob Hlasek                                    | 1−2      |

## Trajectòria

### Individual
| Open d'Austràlia | 3R          | 1R          | 3R          | F  | QF          | NC          | NC          | 4R          | QF | F           | SF          | 3R          | 3R | A           | 3R          | 2R          | 3R | 1R | 1R | 0 / 16 | 38 − 16 |
| Roland Garros | A           | 2R          | 4R          | 1R | 2R          | SF          | SF          | 4R          | QF | 2R          | A           | 2R          | A  | A           | 3R          | 1R          | 1R | 2R | A  | 0 / 13 | 21 − 13 |
| Wimbledon | A           | 1R          | 1R          | 4R | QF          | QF          | QF          | QF          | QF | 4R          | 4R          | 1R          | 3R | QF          | 4R          | 2R          | 2R | 4R | 1R | 0 / 17 | 39 − 17 |
| US Open | A           | 1R          | 3R          | QF | QF          | F           | F           | SF          | 4R | QF          | 4R          | 3R          | 4R | F           | A           | 2R          | 3R | 1R | A  | 0 / 15 | 45 − 15 |
| Jocs Olímpics | No celebrat | No celebrat | No celebrat | A  | No celebrat | No celebrat | No celebrat | No celebrat | 2R | No celebrat | No celebrat | No celebrat | 2R | No celebrat | No celebrat | No celebrat | 1R | NC | NC | 0 / 3  | 1 − 3   |
| WTA Tour Championships | A           | A           | A           | QF | F           | QF          | SF          | QF          | SF | QF          | 1R          | 1R          | 1R | 1R          | A           | A           | A  | A  | A  | 0 / 11 | 11 − 11 |
| Rànquing a final d'any | 74          | 25          | 17          | 7  | 9           | 5           | 5           | 7           | 8  | 8           | 14          | 17          | 12 | 17          | 22          | 29          | 27 | 80 | –  |        |         |
| Llegenda: G: Guanyadora; F: Finalista; SF: Semifinalista; QF: Quarts de final; Q: Qualificació; A: Absent; RR: Round Robin; |             |             |             |    |             |             |             |             |    |             |             |             |    |             |             |             |    |    |    |        |         |

### Dobles femenins
| Open d'Austràlia | 2R | A  | F  | F           | NC          | SF          | A  | SF          | G           | 3R          | G  | A           | 3R          | QF          | 1R | SF | 1R | 2 / 13 | 39 − 11 |
| Roland Garros | 3R | 1R | 3R | F           | SF          | SF          | F  | SF          | G           | SF          | A  | A           | 1R          | 1R          | QF | QF | SF | 1 / 15 | 46 − 14 |
| Wimbledon | 2R | 3R | 1R | SF          | 2R          | G           | A  | G           | G           | QF          | SF | QF          | 2R          | QF          | G  | SF | QF | 4 / 16 | 53 − 12 |
| US Open | 3R | A  | 1R | G           | QF          | QF          | 3R | 3R          | F           | 3R          | SF | G           | A           | SF          | SF | 3R | A  | 2 / 14 | 45 − 12 |
| Jocs Olímpics | NC | NC | A  | No celebrat | No celebrat | No celebrat | 2a | No celebrat | No celebrat | No celebrat | A  | No celebrat | No celebrat | No celebrat | 2a | NC | NC | 0 / 2  | 7 − 2   |
| WTA Tour Championships | A  | A  | A  | F           | F           | F           | SF | SF          | QF          | SF          | G  | SF          | A           | QF          | QF | SF | A  | 1 / 12 | 14 − 1  |
| Rànquing a final d'any | –  | –  | 8  | 3           | 3           | 6           | 4  | 2           | 1           | 8           | 1  | 2           | 23          | 9           | 6  | 10 | 42 |        |         |
| Llegenda: G: Guanyadora; F: Finalista; SF: Semifinalista; QF: Quarts de final; Q: Qualificació; A: Absent; RR: Round Robin; |    |    |    |             |             |             |    |             |             |             |    |             |             |             |    |    |    |        |         |

### Dobles mixts
| Open d'Austràlia | No celebrat | No celebrat | No celebrat | No celebrat | No celebrat | A  | A | A  | A  | 1R | A  | A  | F  | SF | QF | 2R | F  | A | A  | 0 / 6  | 14 − 6 |
| Roland Garros | A           | A           | A           | QF          | A           | 1R | A | 3R | A  | G  | A  | A  | SF | 2R | 2R | SF | 3R | A | A  | 1 / 9  | 16 − 8 |
| Wimbledon | 1R          | A           | A           | QF          | A           | A  | A | A  | 1R | 3R | 3R | 1R | G  | 2R | G  | G  | 1R | A | 1R | 3 / 12 | 25 − 9 |
| US Open | 2R          | A           | A           | A           | A           | A  | A | A  | A  | 2R | F  | G  | A  | A  | QF | 2R | A  | A | A  | 1 / 6  | 14 − 5 |
| Llegenda: G: Guanyadora; F: Finalista; SF: Semifinalista; QF: Quarts de final; Q: Qualificació; A: Absent; RR: Round Robin; |             |             |             |             |             |    |   |    |    |    |    |    |    |    |    |    |    |   |    |        |        |